# Blondin et Cirage
Blondin et Cirage (Blondin y Cirage, literalmente Rubio y Betún) es una historieta franco-belga de aventuras humorística belga, creada por Jijé en 1939, para la revista infantil católica Petits Belges. La historieta también fue publicada en su contraparte flamenca Zonneland, inicialmente bajo el título de Wietje en Krol, y luego con el de Blondie en Blinkie. Está protagonizada por dos niños, Blondin, que es blanco, y Cirage, que es negro.

## Concepto
Blondin es un niño blanco de cabello rubio que hace las veces de hombre serio de la historieta. Cirage es un niño negro que hace las de su sidekick cómico, pero es igualmente inteligente; a pesar de que el rol de Cirage es el de proporcionar momentos cómicos, es también quien resuelve los problemas que encuentra el dúo, por lo que puede ser considerado el verdadero héroe de la serie. Emprenden varias aventuras que los llevan a los Estados Unidos, África o México.

## Historia
Blondin et Cirage debutaron en el número 29 de la revista infantil católica Petits Belges en 1939. Tres de sus aventuras se publicaron durante la Segunda Guerra Mundial, estando Cirage ausente en la última debido a las políticas raciales de la ocupación nazi. Tras la Segunda Guerra Mundial reaparecieron en la revista Spirou en donde se publicaron sus aventuras desde 1947 hasta 1963.
Blondin et Cirage es notable por mostrar el primer personaje titular negro en una historieta belga. Si bien Cirage tiene una apariencia un tanto estereotipada, el personaje es mucho más inteligente y simpático que la mayoría de representaciones de personas negras en los medios occidentales en esa época.

## Álbumes
- 1. Blondin et Cirage en Amérique ( Blondin y Cirage en América ) (1939)
- 2. Blondin et Cirage contre les gangsters ( Blondin y Cirage contra los gánsteres ) (1940-1941)
- 3. Jeunes Ailes ( Alas jóvenes ) (1942)
- 4. Les Nouvelles Aventures de Blondin et Cirage ( Las nuevas aventuras de Blondin y Cirage ) (1947)
- 5. Blondin et Cirage au Mexique ( Blondin y Cirage en México ) (1951)
- 6. Le Nègre Blanc ( El negro blanco ) (1951)
- 7. Kamiliola ( Kamiliola ) (1952)
- 8. ¡Silencio! en Tourne ( ¡Silencio! Estamos filmando ) (1953)
- 9. Blondin et Cirage découvrent les soucoupes volantes ( Blondin y Cirage descubren los platillos voladores ) (1954)
- 10 Le Merveilleux Noël de Blondin et Cirage ( La feliz Navidad de Blondin y Cirage ) (1963)

## En la cultura popular
En 1998, los personajes fueron conmemorados como una pintura mural de historieta diseñada por Georgios Oreopoulos y Daniel Vandegeerde, como parte de la Ruta del cómic de Bruselas. Se encuentra localizada en la Rue Capucine/Capucijnstraat en Bruselas.